# ETel
eTel Polska – alternatywny dostawca usług telekomunikacyjnych w Polsce. W Polsce, jako operator telekomunikacyjny, firma eTel działa od 2000 roku.
Poprzez własną sieć firma oferuje usługi telekomunikacyjne, obejmujące transmisję głosu wraz z usługami dodanymi, międzynarodową transmisję danych oraz usługi internetowe. eTel usługi swoje adresuje do klienta biznesowego. 
Od roku 2008 eTel Polska jest częścią Grupy Kapitałowej MediaTel SA.  